# British Pharmacological Society
La British Pharmacological Society (Società farmacologica britannica) è la principale società scientifica del Regno Unito per i farmacologi. Essa si occupa della ricerca dei farmaci e sul loro funzionamento. I membri lavorano nel mondo accademico, nell'industria, nelle agenzie di regolamentazione e nei servizi sanitari, e molti sono qualificati in campo medico. La Società copre l'intero spettro della farmacologia, compresi gli aspetti di laboratorio, clinici e tossicologici.
La farmacologia clinica è la specialità medica dedicata alla promozione dell'uso sicuro ed efficace dei farmaci a beneficio dei pazienti. Molti farmacologi clinici lavorano nel National Health Service come consulenti o ricoprono posizioni di rilievo nelle università del Regno Unito e negli organismi di regolamentazione, come la Medicines and Healthcare products Regulatory Agency (MHRA) e il National Institute of Health and Care Excellence (NICE).

## Storia
La Società fu fondata nel 1931 a Oxford da un gruppo di circa 20 farmacologi. Si erano riuniti su iniziativa del professor James Andrew Gunn, a seguito di una lettera firmata da quest'ultimo, Henry H. Dale e Walter E. Dixon, inviata ai direttori dei dipartimenti universitari di farmacologia e delle istituzioni per la ricerca farmacologica in Gran Bretagna. La lettera conteneva alcune proposte per la formazione di un'associazione di farmacologi. La lettera ricevette risposte favorevoli e la maggior parte dei destinatari si incontrarono al Wadham College di Oxford la sera del 3 luglio 1931, il giorno prima della riunione della Physiological Society. Gunn presiedette l'incontro. Fu deciso di fondare una società che si sarebbe riunita almeno una volta all'anno per la lettura di documenti su argomenti farmacologici e per discutere questioni relative all'insegnamento e alle pubblicazioni, nonché per promuovere relazioni amichevoli tra i farmacologi.
La prima donna a far parte della società fu Mary Pickford (nel 1935), e tra le prime donne eminenti che ne fecero parte vi furono Marthe Vogt ed Edith Bülbring.

## Pubblicazioni
La British Pharmacological Society pubblica diverse opere che promuovono la farmacologia e la farmacologia clinica:
- il British Journal of Pharmacology, pubblicato dalla Wiley[7];
- il British Journal of Clinical Pharmacology, pubblicato dalla Wiley[8];
- Pharmacology Research & Perspectives, pubblicato dalla ASPET, dalla British Pharmacological Society e dalla Wiley[9];
- Pharmacology Matters (originariamente chiamato pA2), rivista ufficiale della British Pharmacological Society.[10][11]

## Presidenti
La carica di presidente è stata istituita formalmente nel 1999. Prima di allora, il ruolo era ricoperto da membri dell'associazione con titoli quali segretario e segretario generale. A partire dal 2010, a tutti i precedenti segretari generali e presidenti è stato conferito il titolo di presidente emerito.
Segretario e tesoriere
- 1931 - M. H. MacKeith
- 1934 - Joshua Harold Burn
- 1945 - Frank R. Winton

Segretario
- 1947 - George Brownlee
- 1952 - D. R. Wood
- 1955 - Miles Weatherall
- 1956 - D. R. Wood
- 1957 - Walter L. M. Perry
- 1961 - James D. P. Graham

Segretario generale
- 1968 - Juan P. Quilliam
- 1971 - John R. Vane
- 1974 - James F. Mitchell
- 1977 - G. P. Lewis
- 1980 - A. Michael Barrett
- 1983 - Anthony ('Tony') Birmingham
- 1986 - Geoffrey N. Woodruff
- 1989 - Richard. Green
- 1992 - Jennifer Maclagan
- 1995 - Norman G. Bowery
- 1998 - Tom P. Blackburn

Presidente
- 1999 - Norman G. Bowery
- 2001 - Rod. J. Flower
- 2004 - Julia C. Buckingham
- 2006 - Graeme Henderson
- 2008 - Jeffrey K. Aronson
- 2010 - Raymond G. Hill
- 2012 - Philip A. Routledge
- 2014 - Humphrey P. Rang
- 2016 - David Webb
- 2018 - Stephen Hill
- 2020 - Munir Pirmohamed
- 2022 - Clive Page
- 2024 - Mark Caulfield.

## Pharmacology Hall of Fame
La società elegge per la Pharmacology Hall of Fame alcuni eminenti farmacologi defunti, a prescindere dal fatto che essi siano stati o meno membri della società:
- James Black[13][14][15];
- Bill Bowman[16];
- Edith Bülbring[17][18][19][20];
- Henry Hallett Dale[21][22];
- Derrick Dunlop[23]
- John Gaddum[24][25];
- Hans Kosterlitz[26][27][28];
- Heinz Otto Schild[29];
- John Vane[30][31];
- Marthe Vogt[32][33][34][35][36].

Tra i membri della società insigniti del Premio Nobel per la fisiologia o la medicina figurano Black, Dale e Vane.

## Borse di studio
Le borse di studio (FBPhS) della società vengono assegnate ai membri che hanno dato un contributo significativo sia allo studio della farmacologia che alla BPS. Un elenco completo è disponibile in nota.
Le borse di studio onorarie (HonFBPhS) vengono assegnate a membri o non membri per il loro ruolo di vertice, distinto e duraturo, nell'ambito della farmacologia. I membri e i membri onorari utilizzano il post-nominale FBPhS. Tra i membri onorari attuali degni di nota figurano:
- Jeffrey K Aronson, presidente emerito ed ex caporedatore del British Journal of Cinical Pharmacology
- Y S Bakhle
- Sir Peter Barnes
- Michael Berridge
- Dame Kate Bingham
- Thomas Blackburn
- Susan Brain
- Sir Mark Caulfield, responsabile del settore scientifico di Genomics England
- Judy MacArthur Clark[39]
- Sir Rory Collins
- David Colquhoun
- John H. Coote
- Dame Sally Davies[40]
- Sir Gordon Duff, former chairman of the Medicines and Healthcare products Regulatory Agency; former principal St Hilda's College, Oxford.
- Robin E Ferner
- Garret A. FitzGerald[41]
- Roderick Flower, presidente emerito
- Sir Charles George
- Dame Sarah Gilbert
- Nuala Helsby, professore di medicina molecolare e patologia in Nuova Zelanda
- Graeme Henderson, president emeritus
- Raymond Hill,[42] presidente emerito
- Stephen Hill, presidente emerito
- David Lawson, ex presidente del Comitato per la revisione dei farmaci (CRM) e della Commissione per i farmaci
- Hilary Little
- Ian McGrath, ex caporedattore del British Journal of Pharmacology
- Sir Salvador Moncada
- David Nutt
- Sir Munir Pirmohamed, presidente emerito, presidente del'Associazione dei medici del Regno Unito e dell'Irlanda
- Dame Nancy Rothwell[senza fonte]
- Philip Routledge, ex presidente dell'All Wales Medicines Strategy Group
- Sir Patrick Vallance, ex capo dei consulenti scientifici del governo britannico
- Tom Walley, ex direttore del Programma di valutazione delle tecnologie sanitarie (HTA) presso il National Institute for Health Research
- David Webb, presidente emerito
- Sir Christopher Whitty, Primo ufficiale sanitario (Chief Medical Officer , CMO) dell'Inghilterra e Capo dei consulenti medici del governo britannico;
- Sir Kent Woods, ex direttore del Programma di valutazione delle tecnologie sanitarie del Servizio sanitario nazionale britannico, amministratore delegato dell'Agenzia di regolamentazione dei medicinali e dei prodotti sanitari (MHRA) e presidente del consiglio di amministrazione dell'Agenzia europea per i medicinali.